# Auckland Domain
Het Auckland Domain is het oudste park van Auckland. Het park heeft een oppervlakte van 75 hectare. In het Auckland Domain zijn tufstenen ringen, die ontstaan zijn door vulkanische activiteiten ongeveer duizend jaar geleden. In een van die ringen bevinden zich sportvelden.
In 1860 kreeg het Auckland Domain tropische bomen en vogels en in 1866 werden de "Duck Ponds" de bron van de waterleiding van Auckland. Tijdens de Great Industrial Exhibition in 1913 en 1914 kreeg het park een kiosk.
In het Auckland Domain staan acht sculpturen van beroemde Nieuw-Zeelandse kunstenaars, die er in 2004 en 2005 zijn neergezet. De sculpturen zijn gemaakt door John Edgar, Chiaro Corbelletto, Greer Twiss, Louise Purvis, Fred Graham, Christine Hellyar, Neil Miller en Charlotte Fisher.
In het park staat het Auckland War Memorial Museum.

## Sportvelden
In een tufstenen ring, die door vulkanische activiteiten is ontstaan, zijn sportvelden met een totale oppervlakte van 10 hectare. Er zijn 10 rugbyvelden, een voetbalveld in de winter en 19 cricketvelden in de zomer.

## Wintergardens

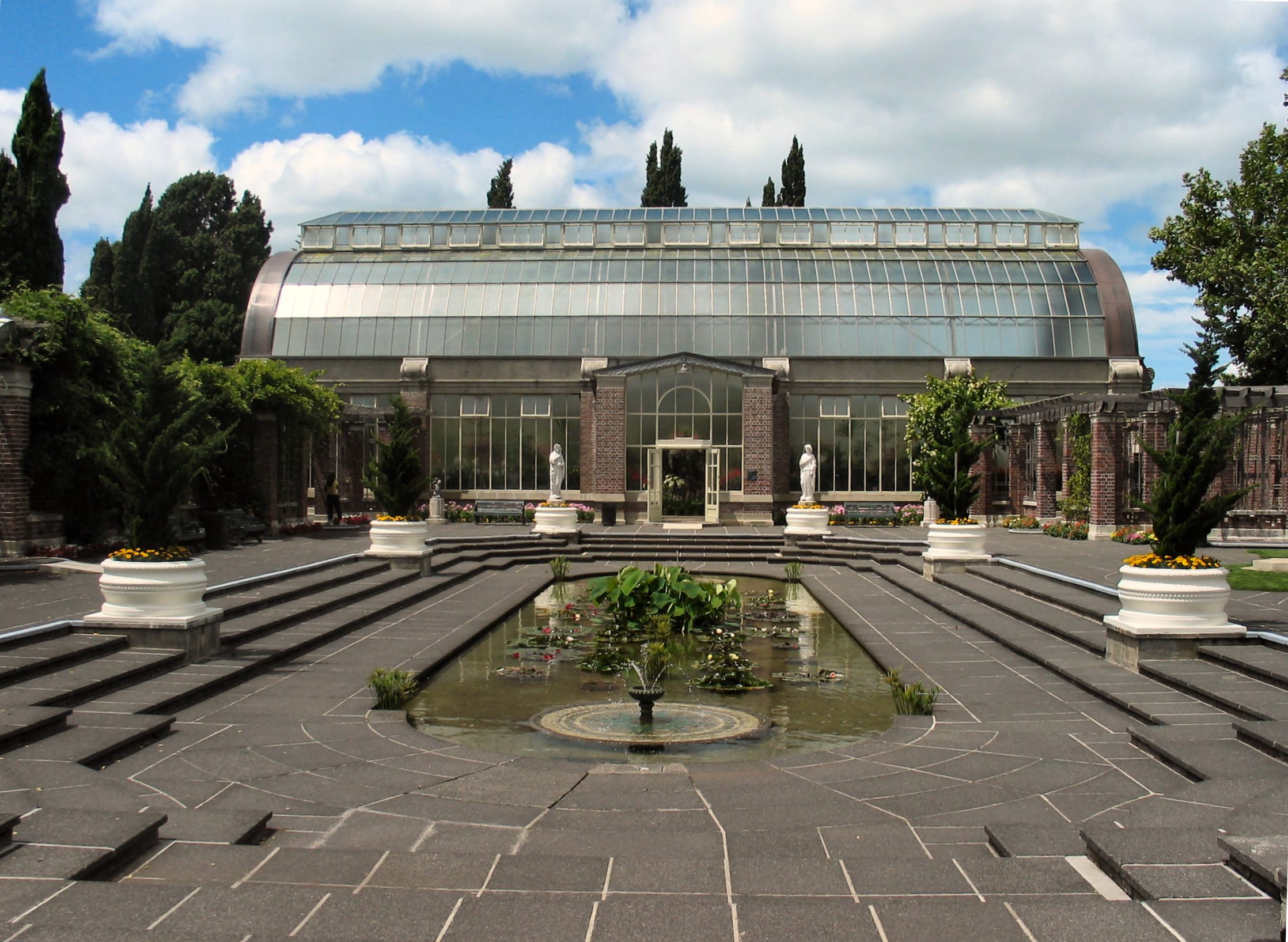
Wintergardens

In het Auckland Domain staat het Wintergardens Complex. Dit zijn tuinen binnen twee grote kassen, waarvan een met normale planten en een met tropische planten.